# Carlos Fumo
Carlos Fumo Gonçalves est un footballeur international mozambicain né le 22 septembre 1979 à Maputo.

## Sélections
- Sélectionné avec l'équipe du Mozambique depuis 1998.